# Plan Brady

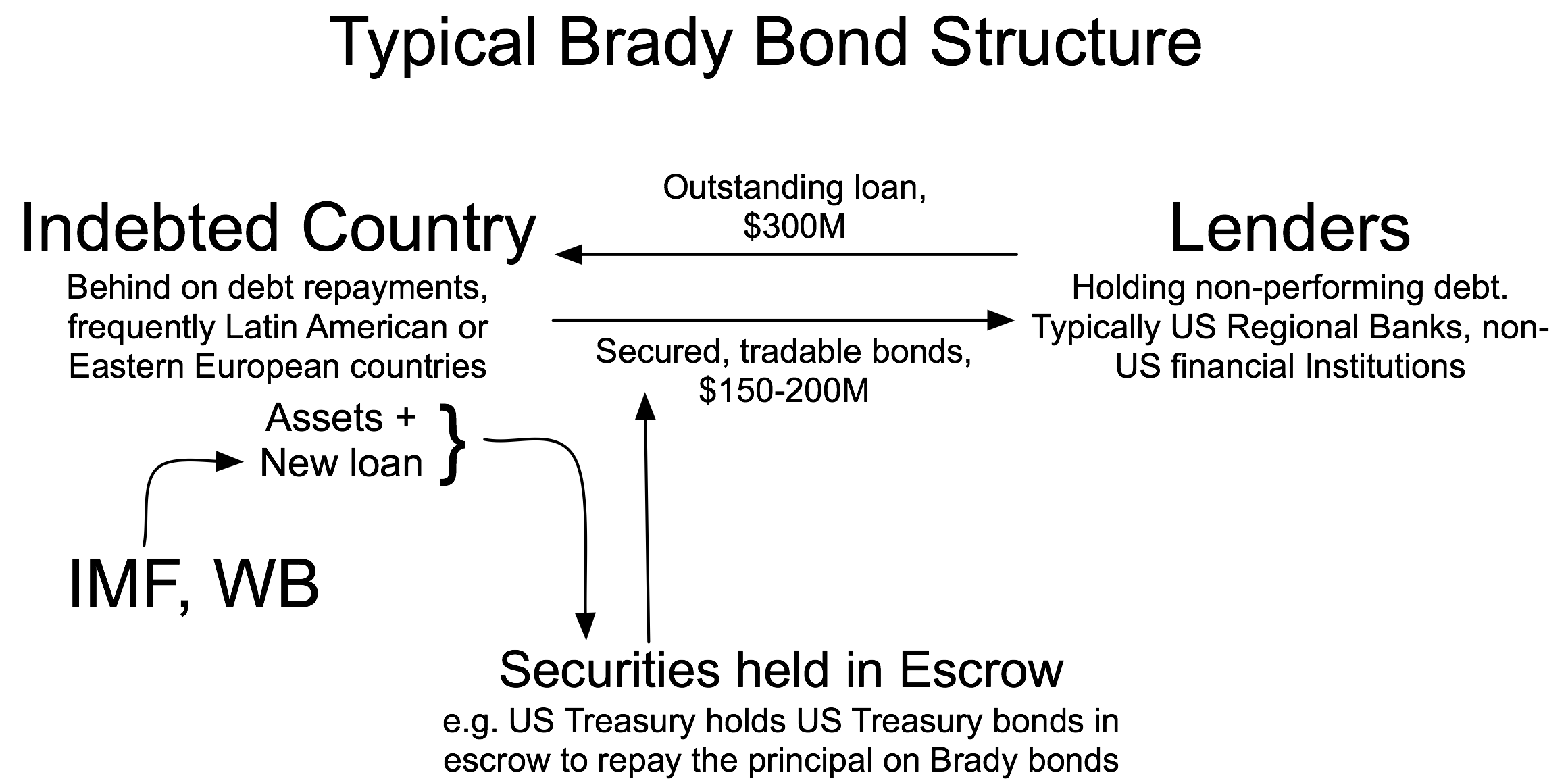
Diagrama de la estructura del Plan Brady.

El Plan Brady fue una estrategia adoptada entre 1989 y principios de los años 90 para reestructurar la deuda contraída por los países en desarrollo con bancos comerciales, en el contexto de lo que se conoció como la crisis de la deuda latinoamericana. Se implementó en varios países latinoamericanos como Argentina, Brasil, Ecuador, México y Venezuela que se encontraban fuertemente endeudados con el tesoro estadounidense. El plan recibió su nombre por el entonces secretario del tesoro de los Estados Unidos, Nicholas Brady. 
Se basaba en operaciones de reducción de la deuda y el servicio de la deuda efectuadas voluntariamente en condiciones de mercado. Los esquemas de reducción de deuda se sustentaban en el hecho de que existía un exceso de deuda en las economías de los países en desarrollo que mermaba la posibilidad de inversión, por lo que la reducción en el saldo adeudado (extensión de los plazos junto con periodos de gracia) debería generar un cierto nivel de inversión productiva que se traduciría luego en un incremento de la capacidad de pago.

## Esquema
El punto más importante de este plan consistía en combinar de algún modo las recompras descontadas con la emisión por parte del país de los denominados «bonos Brady» a cambio de los títulos de crédito en manos de los bancos. Dichas operaciones complementarían las medidas que apliquen los países para restablecer la viabilidad de la balanza de pagos en el marco de los programas de ajuste estructural a medio plazo respaldado por el Fondo Monetario Internacional y otros acreedores multilaterales y por acreedores bilaterales oficiales.
El esquema consistiría en recompra de deuda bajo las siguientes modalidades:
1. Emisión de bonos a la par.
2. Emisión de bonos bajo la par (o discount)
3. Cash Payment (aplicando un factor de descuento)

Este esquema supuso una ayuda para los países que formaban parte del plan diseñado por Nicholas Brady, secretario del tesoro de Estados Unidos. Más específicamente, se les abrió nuevamente (luego de llegar a un acuerdo) las puertas a los mercados financieros internacionales, que a partir de este momento no existiría más la concentración de acreedores en bancos particulares foráneos, sino que los acreedores pasarían a estar atomizados en los diferentes mercados de capitales internacionales.[cita requerida] Para poder llegar a un acuerdo con los acreedores y acceder al Plan Brady, se les exigía a los países deudores que demostraran cierto grado de compromiso, condicionándolos a aplicar las guías del Consenso de Washington.
En el caso de la nación mexicana, el presidente Carlos Salinas de Gortari aceptó el plan para reestructurar las deudas del país mexicano. Dicho plan fue adoptado por Perú durante el régimen de Fujimori.
La  «quita» en el monto principal de la deuda solo era factible si las autoridades aceptaban continuar pagando un interés variable en el futuro, fijado por los acreedores. Este es, por otra parte, el aspecto más abiertamente leonino de toda la operación de endeudamiento a la cual quedaron atados los denominados países periféricos y que consiste en contratar un préstamo sin saber su costo porque éste es determinado, cada seis meses, por el prestamista a través de lo que se denomina la LIBOR (que, en inglés, significa «tasa interbancaria ofrecida en el mercado londinense», si bien  los bancos aceptaban la reducción del monto original de sus 'créditos' pero el país continuaba pagando un interés imprevisible, establecida por los acreedores. Además, esta quita no se aplicaba al total de la deuda renegociada. Así, el plan Brady incluyó desde el inicio, una opción que consistía en la posibilidad de los bancos de negarse a efectuar quita alguna sobre el endeudamiento y fijar en cambio, la tasa de interés (que así no quedaría atada a las fluctuaciones de la mencionada LIBOR).